# Philonicus limpidipennis
Philonicus limpidipennis là một loài ruồi trong họ Asilidae. Philonicus limpidipennis được Hine miêu tả năm 1909.